# Memento Mori (альбом Depeche Mode)
Memento Mori — пятнадцатый студийный альбом британской группы Depeche Mode. Анонсирован в октябре 2022 года. Релиз альбома состоялся 24 марта 2023 года на лейблах Columbia и Mute. Это первый альбом группы без клавишника Энди Флетчера, умершего 26 мая 2022 года. В поддержку альбома организован полномасштабный тур.

## Предыстория
26 мая 2022 года клавишник группы Энди Флетчер неожиданно для всех скончался от расслоения аорты. Работа над альбомом началась ещё до трагичной смерти музыканта, однако Флетчер не успел принять в ней участие и не услышал ни одной из новых песен.
В августе 2022 года была опубликована фотография Мартина Гора и Дейва Гаана в звукозаписывающей студии, что было намёком на работу над новым материалом.
4 октября 2022 года группа провела пресс-конференцию в Берлине, на которой анонсировала новый альбом под названием Memento Mori и новое мировое турне. Релиз альбома произошёл 24 марта, первый концерт тура состоялся днём ранее, 23 марта 2023.
Мы начали работу над альбомом в начале пандемии, и его темы были вдохновлены теми временами. После смерти Энди Флетчера мы решили продолжить работу, т. к. подумали, что он хотел бы этого, и это придало проекту дополнительный смысл.
— Мартин Гор о процессе создания альбома
3 февраля 2023 года был анонсирован первый сингл «Ghosts Again», песня была выпущена 9 февраля 2023 года одновременно с клипом, опубликованным в 19:00 по московскому времени.
9 марта была выпущена песня «My Cosmos Is Mine». Эта песня звучит более мрачно, чем «Ghosts Again». Как самостоятельный сингл группой не позиционируется.
23 марта была выпущена песня «Soul With Me», единственная на альбоме с вокалом Мартина Гора.
Незадолго до официального выхода произошла утечка альбома в сеть.
Существуют официальные видео с подзаголовком «Official Audio» для всех треков альбома (кроме сингла «Ghosts Again» — для него есть полноценный клип). 24 мая был опубликован видеоклип к песне «Wagging Tongue».

## Обложка
Перед выходом Memento Mori в одном из интервью у Мартина Гора спросили про смысл обложки, нарисованной Антоном Корбейном, на что музыкант ответил: "Когда мы пришли на нашу первую фотосессию без Энди, я имею в виду, что сейчас всё происходит в первый раз, у Антона висели некие погребальные венки в виде крыльев. Я и Дэйв посмотрели на них и сразу воскликнули: «Это погребальные крылья, но они похожи на две буквы „М“. Да он гений! Я не думаю, что он сам заметил схожесть с буквами „М“. Он будет утверждать, что да!».

## Восприятие
| Совокупная оценка    | Совокупная оценка |
| Источник             | Оценка            |
| -------------------- | ----------------- |
| AnyDecentMusic?      | 8.1/10            |
| Metacritic           | 85/100            |
| Оценки критиков      |                   |
| Источник             | Оценка            |
| AllMusic             | [ 15 ]            |
| The Arts Desk        | [ 16 ]            |
| Clash                | 8/10              |
| The Guardian         | [ 18 ]            |
| The Independent      | [ 19 ]            |
| The Line of Best Fit | 9/10              |
| NME                  | [ 21 ]            |
| Pitchfork            | 7.1/10            |
| Record Collector     | [ 23 ]            |
| Rolling Stone        | [ 24 ]            |

После выхода Memento Mori был высоко оценён критиками. Альбом получил общую оценку 86 баллов из 100 на основе рецензий критиков на Metacritic, что указывает на «всеобщее признание». На сайте AnyDecentMusic? альбом получил 8,1 балла из 10 на основе 11 профессиональных обзоров. The Guardian поставила ему четыре звезды из пяти, написав: «Лирика Гора „пою о том, что вижу“ всегда хорошо раскрывает основы жизни — секс и смерть, а „Ghosts Again“ — лучший сингл группы за многие годы. Оба музыканта в прекрасной форме, а продюсер Джеймс Форд в таких песнях, как „My Cosmos Is Mine“, вызывает оживляющую странность. Как для песен о смертности, сердце альбома разрывается от жизни».
Журнал Rolling Stone похвалил идею альбома: «Заявление о смертности во многом определяет Memento Mori, но он не кажется деспотичным или угрюмым. Некоторые треки даже звучат оптимистично». Он подытожил: «Как и всегда с Depeche Mode, всё имеет большее значение, а в Memento Mori ставки кажутся выше, чем когда-либо». ABC News также положительно отозвалась об альбоме, заявив: «12 треков чистого Depeche, полностью опьяняющие по звучанию. Музыка с любовью смотрит в бездну; смерть всегда витает на периферии звука, гранжевого, индустриального, дождливого, наполненного странной добротой». И заключил: «Depeche Mode могут столкнуться со своей собственной смертностью, но их сила как музыкантов простирается до бесконечности».
Ultimate Classic Rock похвалил альбом, предпочтя его предыдущему альбому группы: «Предыдущий альбом Depeche Mode, Spirit 2017 года, страдал от некоторых неуместных поворотов в сторону политики. В Memento Mori этого мало. По большей части это классика», но был критически настроен в отношении некоторых песен, говоря: «„Don’t Say You Love Me“ похожа на результат от ChatGPT, в ответ на запрос написать новую песню Depeche Mode, а „Caroline’s Monkey“ безуспешно жонглирует слишком большим количеством звуков и метафор в течение четырёх с лишним минут».
Обозреватель Pitchfork также похвалил альбом Memento Mori, поставив оценку 7.1 из 10 (самую высокую оценку со времен Playing The Angel) и заявив: «Они страдали от зависимости, отречения от престола, клинической смерти, а теперь и от самой смерти, но они никогда не делали по-настоящему ужасных результатов, преследуя тенденции, которые упустили. При всём своём безнадёжном отчаянии Depeche Mode процветают благодаря своей настойчивости и самоуважению».

## Список композиций
Слова и музыка всех песен — Мартин Гор, за исключением отмеченных.
| №                   | Название                | Автор(ы)                 | Длительность |
| ------------------- | ----------------------- | ------------------------ | ------------ |
| 1.                  | «My Cosmos Is Mine»     |                          | 5:18         |
| 2.                  | «Wagging Tongue»        | Гор Гаан                 | 3:25         |
| 3.                  | «Ghosts Again»          | Гор Батлер               | 3:58         |
| 4.                  | «Don't Say You Love Me» | Гор Батлер               | 3:44         |
| 5.                  | «My Favourite Stranger» | Гор Батлер               | 3:55         |
| 6.                  | «Soul With Me»          |                          | 4:15         |
| 7.                  | «Caroline's Monkey»     | Гор Батлер               | 4:17         |
| 8.                  | «Before We Drown»       | Гаан Гордено Айгнер      | 4:08         |
| 9.                  | «People Are Good»       |                          | 4:24         |
| 10.                 | «Always You»            |                          | 4:19         |
| 11.                 | «Never Let Me Go»       |                          | 4:04         |
| 12.                 | «Speak to Me»           | Гаан Салоньи Айгнер Форд | 4:37         |
| Общая длительность: | Общая длительность:     | Общая длительность:      | 50:24        |

## Участники записи
Depeche Mode
- Дэйв Гаан — ведущий вокал
- Мартин Гор — ведущий вокал (6), гитары (3-7, 11-12), клавишные, синтезаторы, бэк-вокал

Дополнительные музыканты
- Марта Салоньи — программирование и сведение
- Джеймс Форд — программирование, синтезаторы (1-8, 10-12); барабаны, перкуссия (1, 3-6, 8, 10-12); гитары (4, 6, 11), струнные (4, 12), педал-стил-гитара (4), бас (4, 5, 7, 11, 12)
- Давиде Росси — струнные, виолончель, скрипка (3-6, 8, 10, 12)
- Дезери Хэйсли — виолончель (3-6, 8, 10, 12)
- Луан Хомзи — виолончель (3-6, 8, 10, 12)
- Кристиан Айгнер — программирование (8, 12)
- Питер Гордено — программирование (8)
- Ричард Батлер — соавтор песен (3, 4, 5, 7)

Технический персонал
- Джеймс Форд — продюсирование
- Марта Салоньи — сведение, звукоинженер
- Мэтт Колтон — мастеринг
- Фрэнсин Перри — ассистент звукоинженера
- Грейс Бланкс — ассистент звукоинженера
- Грегг Уайт — ассистент звукоинженера (1, 3-6, 8, 10-12)
- Эдриан Херхольцер — инженер по вокалу (3, 4, 11)

Оформление
- Антон Корбейн — обложка, фотография, арт-директор, дизайн

## Чарты
| Чарт (2023)                            | Высшая позиция |
| -------------------------------------- | -------------- |
| Австралия (ARIA)                       | 36             |
| Бельгия/Фландрия (Ultratop)            | 2              |
| Бельгия/Валлония (Ultratop)            | 1              |
| Канада (Canadian Albums Chart)         | 8              |
| Чехия (ČNS IFPI)                       | 2              |
| Нидерланды (Album Top 100)             | 3              |
| Финляндия (Suomen virallinen lista)    | 4              |
| Франция (SNEP)                         | 1              |
| Германия (Offizielle Top 100)          | 1              |
| Ирландия (Irish Albums Chart)          | 3              |
| Италия (FIMI)                          | 1              |
| Литва (AGATA)                          | 8              |
| Япония (Oricon)                        | 28             |
| Новая Зеландия (RMNZ)                  | 38             |
| Норвегия (VG-lista)                    | 5              |
| Шотландия (Scottish Albums Chart)      | 4              |
| Испания (PROMUSICAE)                   | 2              |
| Швеция (Sverigetopplistan)             | 1              |
| Швейцария (Schweizer Hitparade)        | 1              |
| Великобритания (UK Albums Chart)       | 2              |
| США (Billboard 200)                    | 14             |
| США (Billboard Top Alternative Albums) | 3              |
| США (Billboard Top Rock Albums)        | 2              |